# Adolf von Duisburg
Adolf David Wilhelm von Duisburg (* 15. Juli 1883 in Arnhemia, heute Pancurbatu, Insel Sumatra; † 1946 in Weimar) war ein deutscher Offizier sowie Sprach- und Kulturwissenschaftler.

## Leben

### Offizierslaufbahn
Duisburg, geboren als Sohn eines deutschstämmigen Plantagenbesitzers in Arnhemia (Pancurbatu bei Medan) in Niederländisch-Indien, wurde 1901 Offizier in der preußischen Armee und trat nach dem Besuch des Seminars für Orientalische Sprachen in Berlin 1909 zur Kaiserlichen Schutztruppe für Kamerun über, der er bis zum Ersten Weltkrieg angehörte. Er wurde bald nach seinem Eintreffen in der Kolonie nach Bornu kommandiert und 1909 bis 1911 als Postenführer in Dikoa und Führer der berittenen Abteilung der Schutztruppe eingesetzt. 1912/13 war er Stationsleiter in Kusseri, 1913 bis Ende Juli 1914 Resident der Deutschen Tschadseeländer und Führer der 3. Kompanie der Schutztruppe. 1914–16 nahm er in Kamerun am Ersten Weltkrieg teil. 1917–19 war er in Spanien interniert.
Während seines Aufenthalts in Nordkamerun führte er umfangreiche ethnologische, ethnohistorische und linguistische Studien durch, die in mehreren Monografien und Zeitschriften veröffentlicht wurden.

### Dozententätigkeit
Nach seinem Ausscheiden aus dem Militärdienst wurde Duisburg im Mai 1920 Dozent für Sprachen (Englisch und Spanisch) an der Deutschen Kolonialschule in Witzenhausen und Schriftleiter der Zeitschrift „Der Deutsche Kulturpionier“. Seine Lehrtätigkeit erstreckte sich später auch auf andere Sprachen wie Französisch, Niederländisch, Malaiisch und mehrere afrikanische Sprachen. 1923 wurde er durch die Philosophische Fakultät der Friedrich-Wilhelms-Universität in Berlin mit einer Arbeit über afrikanische Linguistik zum Dr. phil. promoviert. Im Mai 1924 übernahm er die Leitung des Kolonialkundlichen Instituts und Archivs der Deutschen Kolonialschule, zuletzt war er auch Dozent für „Völker- und Rassenkunde“ und für Wirtschaftsgeographie. Zum Ende des Wintersemesters 1937/38 schied er aus familiären Gründen dort aus und wohnte danach in Dresden und Weimar.
Am 16. Juni 1937 beantragte er die Aufnahme in die NSDAP und wurde rückwirkend zum 1. Mai desselben Jahres aufgenommen (Mitgliedsnummer 5.698.464).

### Nachkriegszeit
Ein halbes Jahr nach dem Ende des Zweiten Weltkrieges wurde Duisburg am 11. November 1945 in seiner Wohnung in Dresden-Striesen von sowjetischen Truppen verhaftet. Da Duisburg während des Krieges als Oberstleutnant der Abwehr in Weimar tätig war, wurde er am 30. Januar 1946 von einem sowjetischen Militärtribunal wegen Kriegsverbrechen zum Tode durch Erschießen verurteilt und hingerichtet. Posthum wurde er im Juli 1995 durch die russische Regierung vollständig rehabilitiert.

## Eigene Veröffentlichungen
- Beiträge zur Geschichte des Sultanats Mandara, in: Amtsblatt für das Schutzgebiet Kamerun 4 (1911), S. 527–535
- Grundriß der Kanuri-Sprache in Bornu (Berlin 1913)
- Überreste der Sso-Sprache, in: Mitteilungen des Seminars für Orientalische Sprachen 17/III (1914), S. 39–45
- Der deutsche Anteil an der Erforschung Afrikas, in: Deutsche Akademische Rundschau 13/1925, S. 5–8
- Zur Geschichte der Sultanate Bornu und Wándala (Mándara), in: Anthropos 22 (1927), S. 187–196
- Im Lande des Cheghu von Bornu. Despoten und Völker südlich des Tschad (Berlin 1942)